# Bartolomeo Bartocci
Pour les articles homonymes, voir Bartocci.
Bartolomeo Bartocci, né vers 1535 à Città di Castello, et mort le 25 mai 1569 à Rome, est un commerçant italien.
Adhérant à la réforme calviniste, il prend la citoyenneté genevoise. Pendant un voyage en Italie il est arrêté à Gênes par l'inquisition et extradé à Rome où il est brûlé sur le bûcher..

## Biographie
Bartolomeo Bartocci naît vers 1535 à Città di Castello.
En 1555, il participe au siège de Sienne et, à cette occasion, se lie d'amitié avec un jeune homme de Gubbio, Fabrizio Tommasi, qui l'incite à adhérer aux doctrines des réformateurs transalpins. Lorsque Vitellozzo Vitelli, évêque de Città di Castello, apprend qu'au cours d'une grave maladie il a refusé le réconfort religieux, il le convoque pour l'interroger mais Bartocci s'enfuit à Sienne, puis à Venise (où il reçoit un sermon de ses parents qu'il n'écoute pas) et enfin à Genève où, en 1557, il obtient la citoyenneté et épouse une certaine Maddalena dont il a trois enfants.
Son activité de marchand de soie lui apporte une grande richesse et, avec sa dévotion religieuse, la considération des autorités genevoises : le célèbre théologien Théodore de Bèze et Francesco Greco, qui avait été précepteur des filles de la duchesse Renée de France, assistent au baptême de ses enfants. Lorsqu'il entreprend un voyage en Italie en 1567, sa présence est signalée par le cardinal Scipione Rebiba, alors chef du Saint-Office, qui demande le 16 octobre aux autorités de Gênes de l'arrêter et de l'extrader à Rome. Bartolomeo Bartocci et un chevalier de Malte, ses compagnons de voyage, sont emprisonnés dans la tour du Palazzo Ducale.
L'extradition est reportée en raison des protestations de Genève et de Berne : depuis la Suisse, on rappelle aux autorités génoises que Bartocci est citoyen genevois, qu'il s'est rendu en Sicile et à Naples pour des raisons purement économiques, sans s'occuper de questions religieuses, que l'arrestation est donc illégitime et porte atteinte à la liberté de commerce, jusqu'ici respectée entre leurs villes, et on les menace de représailles si Bartocci n'est pas libéré. Les Génois pressent leur compatriote le cardinal Giovanni Battista Cicada, membre du Saint-Office, en soulignant les risques de compromission des activités économiques de la République que l'affaire entraîne.
En décembre, le cardinal rapporte qu'il a trouvé le pape Pie V inflexible dans son intention de juger Bartocci à Rome : ainsi, tandis que 24 000 scudo sont confisqués aux citoyens génois à Berne, Bartocci est transféré à Rome le 29 janvier 1568. Les protestations de la Suisse et les timides pressions de Gênes sur Cicada se poursuivent afin qu'au moins Bartocci soit libéré à la fin du procès, même s'il est reconnu coupable. Il est également possible que Bartocci abjure son « hérésie » et évite ainsi une condamnation, mais il conserve une attitude ferme et inflexible tout au long du long procès et est brûlé vif le 25 mai 1569 sur le Pont Saint-Ange.